# Bohumil Šourek
Bohumil Šourek (3. března 1877 Zásada - 1950 ?), byl český malíř.

## Život
Bohumil Šourek pocházel z významného zásadského rodu Šourků. Narodil se v Zásadě do rodiny rolníka Josefa Šourka a jeho ženy Terezie Huškové. Bohumil měl dva sourozence, staršího bratra Josefa (*1874) a mladší sestru Marii (*1880).
Po absolvování základního a středního vzdělání se vydal roku 1901 za dalším vzděláním do Prahy, kde zprvu studoval 3 roky všeobecnou školu na umělecko-průmyslové škole. Následně absolvoval jednoroční praxi a poté se nechal zapsat ke studiu na malířské akademii, kde studoval ve školních letech 1905/1906, 1906/1997 a 1907/1908 speciální školu u prof. M Pirnera. Během studia požíval státního stipendia, první dva roky 200 K na rok a v posledním roce 400 K.
Kolem roku 1910 žil v Praze VII. a roku 1912 dokončil oponu na námět tance na Moravském Slovácku pro divadelní soubor Tyl v Zásadě.
Bohumil Šourek se orientoval na malbu portrétů, ženských aktů a vytvářel studie krojů.

## Galerie

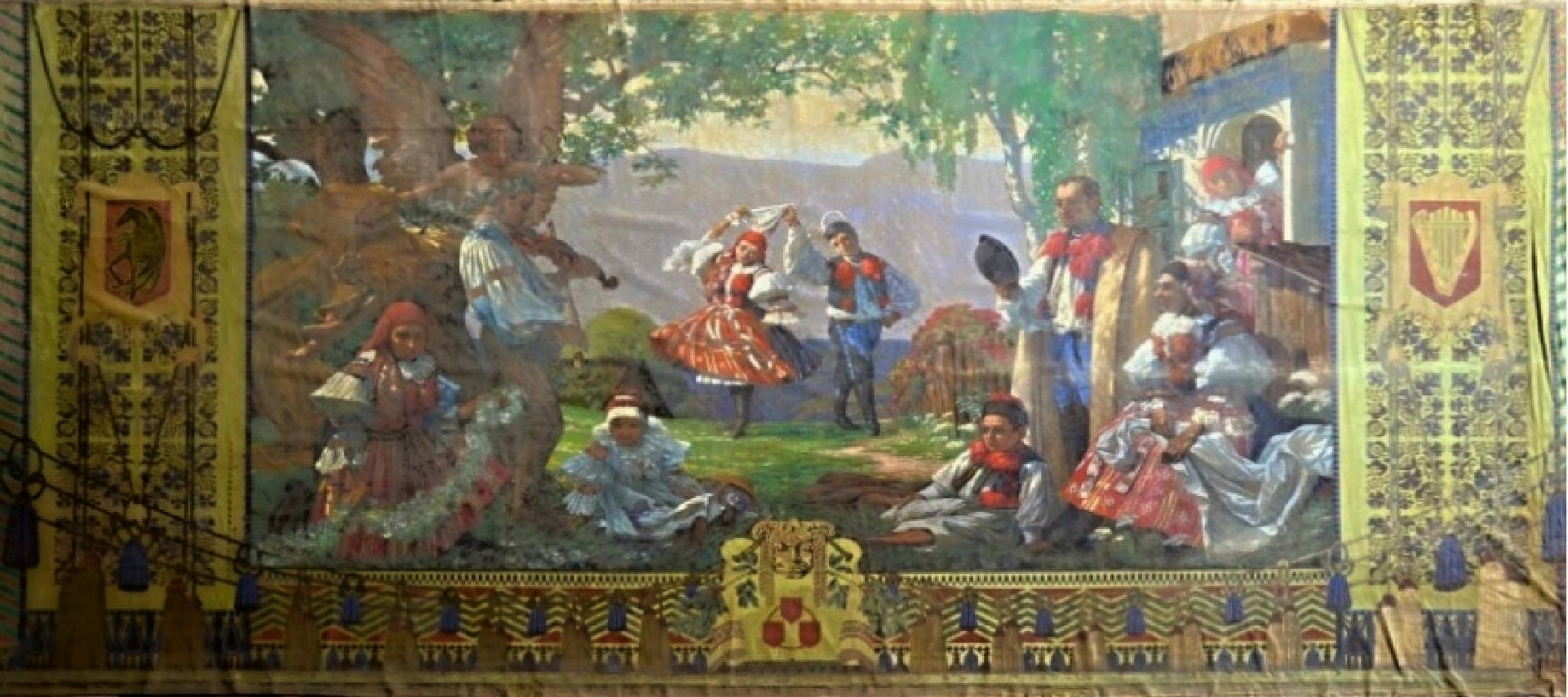
Opona Moravské slovácko (1912)
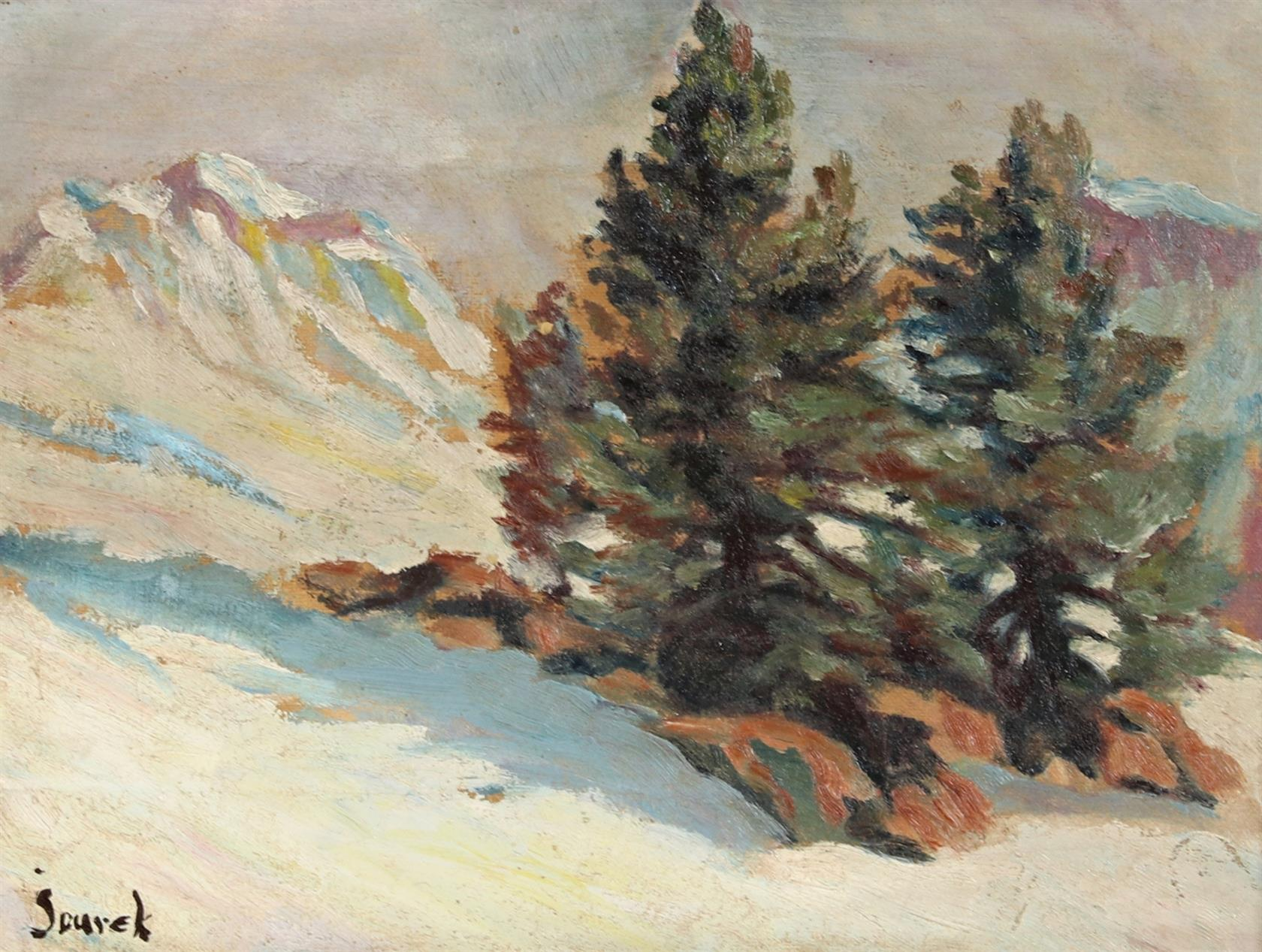
Zimní krajina, olej na plátně